# Том Прайор
Крі́стофер То́мас Пра́йор (англ. Christopher Thomas Prior, нар. 2 грудня 1990, Дорсет, Велика Британія) — британський актор театру та кіно. Став відомим широкій аудиторії завдяки ролі солдата Сєрґєя в естонсько-британському романтичному фільмі «Жар-птиця». Також відомий як сценарист і продюсер.

## Життя та кар'єра
Про приватне життя актора відомо доволі мало. Народився 2 грудня 1990 року в англійському графстві Дорсет.
Навчався в школі Томаса Гарді в місті Дорчестер, а після її завершення вступив до Веймутського коледжу, де опановував сценічні мистецтва, і який закінчив з відзнакою.
Після коледжу продовжив навчання у Королівській академії драматичного мистецтва (RADA). Закінчив академію у 2012 році.
У 2002 році він з'явився у фільмі «Вогонь з неба», виробництва Dorchester Community Plays Association.
Дебют Прайора як актора театру відбувся у лондонському Театрі Вест-Енда у 2013 році. Він вперше зіграв у трьох виставах, створених Національним молодіжним театром: «Торі Бойз» Джеймса Грема, «Ромео і Джульєтта» та «Принц Датський».
Його дебют як сценариста відбувся у 2014 році, коли було написано сценарій до короткометражного фільму «Розриваючи коло» (англ. «Breaking the Circle»).
У 2021 році Том Прайор знявся у романтичний драмі «Жар-птиця» в ролі Сєрґєя Сєрєбреннікова. Разом з естонським режисером Пітером Ребаном актор став співавтором сценарію та співпродюсером цього фільму. Сюжет картини заснований на реальній історії кохання між призовником Сєрґєєм Фетісовим та льотчиком ВПС СРСР Романом Матвєєвим у підрадянській Естонії в період Холодної війни.
Раніше він також знімався в ролях другого плану у фільмах «Kingsman: Таємна служба» і «Теорія всього».

### Особисте життя
Том Прайор ідентифікував себе як член ЛГБТК-спільноти.

## Фільмографія

### Фільми
| Рік  | Назва                     | Роль                    | Примітки                                    |
| ---- | ------------------------- | ----------------------- | ------------------------------------------- |
| 2012 | Алекс був моїм другом     | Алекс                   | Короткий фільм                              |
| 2014 | Теорія всього             | 17-річний Роберт Хокінг |                                             |
| 2014 | Kingsman: Секретна служба | Гюго                    |                                             |
| 2016 | Дасті і я                 | Джорджі                 |                                             |
| 2020 | Ісландія найкраща         | Джек                    |                                             |
| 2021 | Кров на короні            | Приватне кохання        |                                             |
| 2021 | Жар-птиця                 | Сєрґєй Сєрєбренніков    | співавтор, співпродюсер і музичний керівник |

### Телебачення
| Рік  | Назва       | Роль           | Примітки |
| ---- | ----------- | -------------- | -------- |
| 2014 | Індевор     | Біллі Карсвелл | 1 епізод |
| 2017 | Три дівчини | Офіцер поліції | 1 епізод |

## Нагороди та номінації
| Рік  | Нагорода                               | Категорія                      | Номінована робота | Результат | Джерело |
| ---- | -------------------------------------- | ------------------------------ | ----------------- | --------- | ------- |
| 2021 | FilmOut ЛГБТ кінофестиваль у Сан-Дієго | Найкращий актор                | Жар-птиця         | Перемога  | [ 14 ]  |
| 2021 | FilmOut ЛГБТ кінофестиваль у Сан-Дієго | Найкращий повнометражний фільм | Жар-птиця         | Перемога  | [ 14 ]  |